# باره، خیبر
باره (به انگلیسی: Bara) یک شهرک در خیبر، پاکستان است که در مناطق قبیله‌ای فدرال واقع‌شده است.